# 読谷バスターミナル

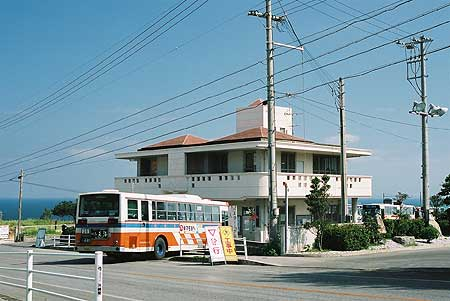
読谷バスターミナル（琉球バス時代に撮影）

読谷バスターミナル（よみたんバスターミナル）は、沖縄県読谷村にあるバスターミナルである。琉球バス交通と沖縄バスが使用しており、琉球バス交通が読谷営業所を、沖縄バスが読谷出張所を設置している。

## 概要
- 所在地 - 沖縄県中頭郡読谷村字瀬名波621-3
  - 琉球バス交通読谷出張所
  - 沖縄バス読谷出張所

## 沿革
- 1959年3月開設（同年3月20日に開所式を実施[1]）。
- 1993年、現在地に移転[2]。
- それと前後して、当時嘉手納発着であった62番と94番が読谷まで延長、当営業所の管轄路線となる。
- かつては48番・石川～読谷線は沖縄バスと那覇交通（現、那覇バス）との競合運行で、那覇交通車両も当ターミナルまで乗り入れていたが、那覇交通の経営悪化に伴い撤退。現在は沖縄バスの単独運行。
- 2003年10月をもって、94番・中部循環線が廃止。
- 2009年4月1日より運行が開始された読谷村コミュニティバス「鳳バス」が乗り入れ開始。同時に、沖縄バス読谷出張所にて同バスの回数券などの販売を開始。

## 構造
乗車ホームと降車ホームがそれぞれ1つずつあり、バスの乗降はそこで行われる。また、バスが30台程度駐車できるスペースがあり、北側を琉球バス交通、南側を沖縄バスが使用している。給油・洗車用の設備も設置されている。

## 周辺
村域北部の沖縄県道6号線沿いに位置している。
- 読谷村立渡慶次小学校
- 比嘉酒造
- 残波岬 - 当バスターミナルより北に約2km（路線バスはなし）。

## 発着路線
| 番号                 | 路線             | 主な経由地（括弧内は一部の便のみが経由）                                                                          | 行き先             | 運行会社              |
| -------------------- | ---------------- | --- | ------------------ | --------------------- |
| 28                   | 読谷（楚辺）線   | 楚辺・嘉手納・北谷・伊佐・久茂地（牧志）                                                                          | 那覇バスターミナル | 琉球バス交通 沖縄バス |
| 29                   | 読谷（喜名）線   | 喜名・嘉手納・北谷・伊佐・久茂地・牧志                                                                            | 那覇バスターミナル | 琉球バス交通 沖縄バス |
| 228                  | 読谷おもろまち線 | 楚辺・嘉手納・伊佐                                                                                                | おもろまち駅前広場 | 琉球バス交通 沖縄バス |
| 48                   | 石川〜読谷線     | 真栄田・山田・仲泊・石川高校・東恩納・石川                                                                        | 東山入口           | 沖縄バス              |
| 62                   | 中部線           | 楚辺（喜名）・嘉手納・知花・コザ・謝苅・美浜アメリカンビレッジ（第二桑江）                                        | 砂辺駐機場         | 琉球バス交通          |
| 那覇空港リムジンバス | Bエリア          | 星のや沖縄・ホテル日航アリビラ・ロイヤルホテル沖縄残波岬 ・ルネッサンスリゾートオキナワ・ホテルムーンビーチ・旭橋 | 那覇空港           | 沖縄バス              |
| 鳳バス               | 始発便・最終便   | 瀬名波入口・高志保・イオンタウン読谷座喜味                                                                        | 読谷村役場         | 沖縄バス              |
| 鳳バス               | 交代便           | 瀬名波入口・高志保・イオンタウン読谷座喜味・読谷村役場                                                            | JAゆんた市場       | 沖縄バス              |
| 鳳バス               | 北ルート         | 長浜・瀬名波・宇座・儀間・高志保・波平・大当・都屋・読谷村役場                                                    | JAゆんた市場       | 沖縄バス              |
| 鳳バス               | 南北ルート       | 高志保・イオンタウン読谷座喜味・読谷村役場・JAゆんた市場・伊良皆・サンエー大湾シティ                              | イオンタウン読谷   | 沖縄バス              |

その他、那覇空港リムジンバスのABルートと鳳バスの北ルート（最終便）が到着便のみ運行されている。

## 琉球バス交通読谷出張所の管轄路線

### 現行路線
- 28番・読谷（楚辺）線（沖縄バスとの共同運行）
- 29番・読谷（喜名）線（沖縄バスとの共同運行）
- 62番・中部線
- 北谷町コミュニティバス「C-BUS」

### 廃止された路線
- 94番・中部循環線

## 沖縄バス読谷出張所の管轄路線

### 現行路線
- 28番・読谷（楚辺）線（琉球バス交通との共同運行）
- 29番・読谷（喜名）線（琉球バス交通との共同運行）
- 48番・石川読谷線
- 228番・読谷おもろまち線（琉球バス交通との共同運行）
- 那覇空港リムジンバス
- 読谷村コミュニティバス「鳳バス」
  - 北ルート
  - 西ルート
  - 南ルート
  - 休日南北ルート

### 廃止された路線
- 読谷村コミュニティバス「鳳バス」
  - 東西・南ルート（正）
  - 東西・南ルート（逆）
  - 南ルート[7]
  - 東西ルート
  - 海岸ルート

## 隣のバス停
28番・29番・62番・228番・鳳バス
読谷バスターミナル - 瀬名波入口
48番
読谷バスターミナル - 瀬名波
那覇空港リムジンバス Bエリア
読谷バスターミナル - 星のや沖縄
那覇空港リムジンバス ABエリア（到着便のみ）
ロイヤルホテル沖縄残波岬 → 読谷バスターミナル